# Wilhelm II. von der Mark

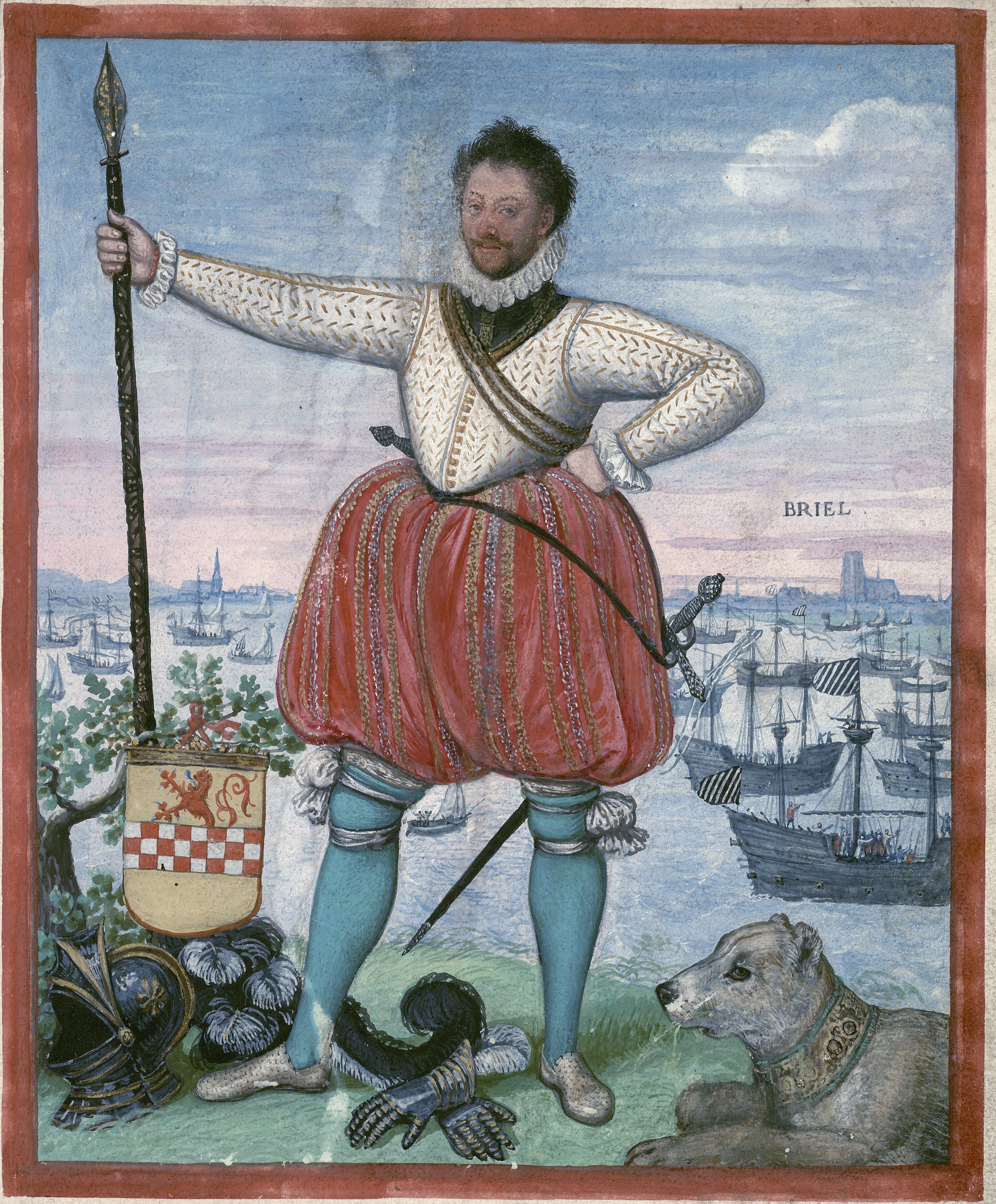
Wilhelm II. van der Marck Lumey

Wilhelm II. von der Mark (* 1542; † 1. Mai 1578) war Admiral der Wassergeusen und Gouverneur von Holland. In der niederländischen Geschichte ist er bekannter als Willem van der Mark, bijgenaamd „Lumey“.

## Leben

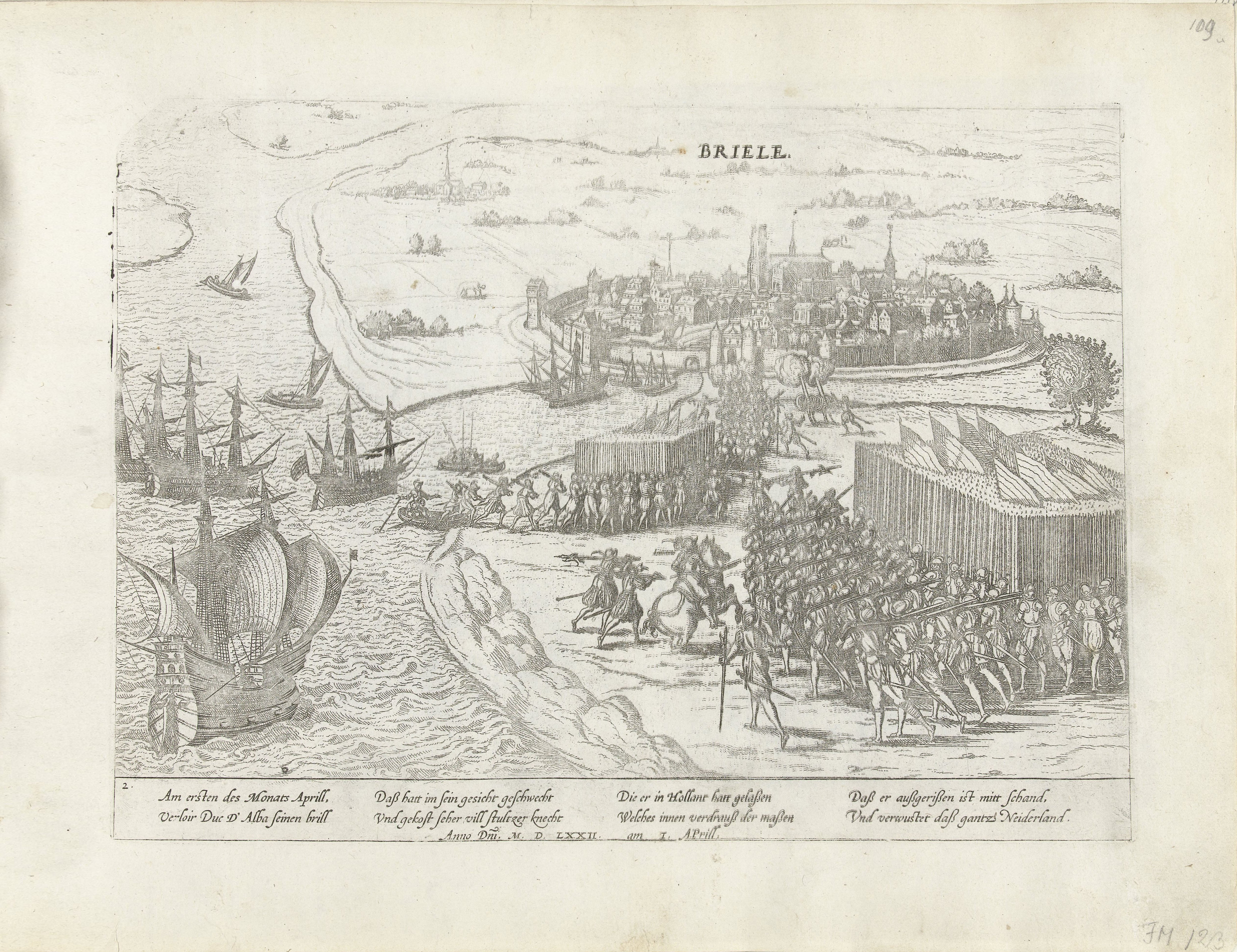
Die Eroberung von Brielle durch die Wassergeusen am 1. April 1572. (Stich von Frans Hogenberg)

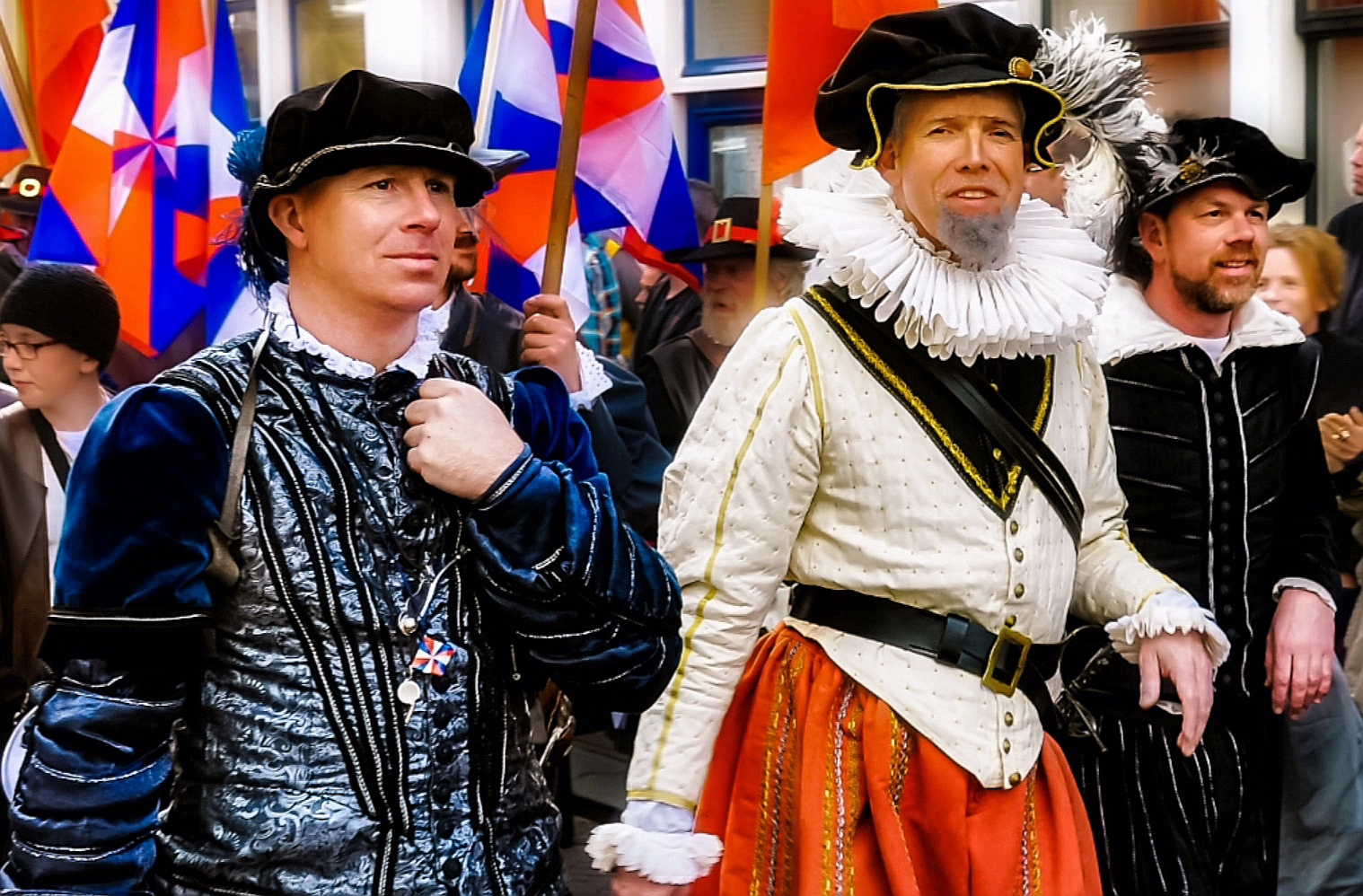
Historischer Umzug in Den Briel anlässlich der 540-Jahr-Feier der Eroberung von Brille am 1. April 2012. Die Anführer der Wassergeusen, Wilhelm II. von der Mark (Mitte), Willem Bloys van Treslong (links) und Lenaert Jansz de Graeff (rechts).

Wilhelm II. von der Mark war ein Urenkel des Grafen Wilhelm I. von der Mark. Seine Eltern waren Johann II. von der Marck (* 1500; † 15. Dezember 1552) und dessen Ehefrau Margareta van Wassenaer († 24. März 1557).
Er war von gleicher Kühnheit wie sein Urgroßvater und ein Hauptteilnehmer am niederländischen Aufstand. Als Vetter Brederodes nahm er 1567 am Kompromiss teil, gehörte zu den Geusen, welche zuerst die Waffen ergriffen, und wurde von Alba zum Tode verurteilt.
Er floh zu Wilhelm von Oranien und schwor angeblich, Bart und Haar nicht eher zu scheren, bis er den Tod der Grafen Lamoral von Egmond und Philippe von Hoorn gerächt habe.
Nach dem unglücklichen Ausgang der ersten Unternehmung des Prinzen begab er sich nach England und wurde von Wilhelm von Oranien als Admiral an die Spitze der Wassergeusen gesetzt, mit denen er am 1. April 1572 die Stadt den Briel an der Maasmündung eroberte. Hierbei waren Willem Bloys van Treslong und Lenaert Jansz de Graeff seine Unterführer gewesen. Wilhelm ernannte ihn daraufhin zum Gouverneur von Holland. Er eroberte Schoonhoven, gewann Rotterdam, Delft und andere Städte, belagerte aber Amsterdam vergeblich und beschmutzte seinen Ruf durch rohe Grausamkeit, so durch die Hinrichtung der 19 Märtyrer von Gorkum am 9. Juli 1572.
Er wurde daher 1573 als Gouverneur abgesetzt und nach Gouda ins Gefängnis gebracht, aber 1574 wieder freigelassen. Er setzte darauf von Lüttich aus den Kampf gegen die Spanier auf eigene Faust fort und starb am 1. Mai 1578 durch Gift. Er war unverheiratet und ohne Nachkommen.